# 유럽사자
유럽사자는 일반적으로 아시아사자와 같은 종으로 추정된다. 그러나 다른 의견으로는 아시아사자와 분리되는 아종으로 유럽사자라고도 한다. 이솝 이야기와 그리스 신화에 나오는 사자가 이 동물일 확률이 높다.
이들은 더운 지역인, 그리스, 발칸 반도 등 남동부 유럽에만 제한적으로 분포했다.
경쟁상대가 점박이하이에나와 갈색하이에나인 아프리카사자와 경쟁상대가 줄무늬하이에나인 아시아사자와는 달리 이들은 경쟁상대가 불곰과 늑대와 여우 등이었을 것으로 추정되며 식량이 기린, 아프리카물소, 얼룩말, 누, 영양, 혹멧돼지인 아프리카사자나 식량이 액시스사슴, 삼바사슴, 페르시아다마사슴, 아시아물소, 염소, 양, 멧돼지인 아시아사자와는 달리 이들의 식량은 붉은사슴, 다마사슴, 유럽노루, 유럽들소, 멧돼지, 가축 등 얼마 되지 않았을 것이다.
기원전 1000년경 펠로폰네소스 반도에서 멸종했으며 기원후 1세기에는 마케도니아에서, 2세기에는 서부 트라키아에서, 4세기에는 테살리아에서도 완전히 멸종했다. 후에 유럽지역의 사자는 코카서스 지역에서 10세기까지 생존했다. 유럽사자는 본래 기후와 서식지역상 소수의 숫자인데다가 그리스와 로마 제국에서 이루어졌던 과도한 사냥이 멸종에 큰 원인을 주어 일찍이 절멸했다.

## 같이 보기
- 아시아사자
- 케이프사자
- 바버리사자